# Kāvlāneh
Kāvlāneh (persiska: کاولانه) är en ort i Iran.   Den ligger i provinsen Västazarbaijan, i den nordvästra delen av landet, 600 km väster om huvudstaden Teheran. Kāvlāneh ligger 1 601 meter över havet och antalet invånare är 133.
Terrängen runt Kāvlāneh är huvudsakligen kuperad, men västerut är den bergig. Runt Kāvlāneh är det ganska tätbefolkat, med 80 invånare per kvadratkilometer. Närmaste större samhälle är Ālvātān, 3,4 km öster om Kāvlāneh. Trakten runt Kāvlāneh består i huvudsak av gräsmarker.